# Creamers
Creamers är en ungdomsorkester från Pargas.

## Kort historik över Creamers 1976–1985

### 1976–1979
Idén att bilda ett band föddes redan i slutet av 1975 och bandets första namn var The Crazy Creamers. Men det räckte inte med bara dragspel (Ridberg) och akustisk gitarr (Andersson), det behövdes en trummis och basist för att det skulle bli ett riktigt band. Via rykten hörde de talas om en gitarrist i Skräbböle, som kontaktades. Han (Söderblom) hade redan en elgitarr så Andersson fick (måste) bli basist. Det visade sig att Anderssons granne (Johansson) hade ett trumset, så han anlitades också. Ridbergs pappa köpte en blå elorgel åt sin son, och bandet var bildat. The Creamers gjorde sin första gemensamma övning i januari 1976 i Ridbergs källare i Pargas med sammansättningen Jan ”Janne” Andersson (bas), Tom ”Riddo” Ridberg (orgel), Tryggve ”PK” Söderblom (gitarr) och Jan ”Conna” Johansson (trummor).
Redan i februari 1976 gjorde The Creamers sin första spelning. Ordet ”Crazy” hade tagits bort från namnet och spelningen skedde i Manegen i Pargas. Ridberg var då 15 år, Andersson och Söderblom 14 och Johansson 13 år. Efter några månader kom också Ralf ”Rappe” Ahlbäck med i bilden. Han fungerade först som "roudare" och ljusmästare, senare avancerade han till chaufför, ljudtekniker och allt-i-allo. Han hängde med ända tills bandet lade av 1985. Under en kort tid (1976) hade bandet också två kvinnliga solister, Kerstin Stubb och Annika Eklund.
Söderblom var den som framgångsrikt skötte bokningar och marknadsföring och snart hade bandet spelningar flera gånger i månaden, främst i Åboland, under de första åren. Houtskär, Iniö, Nagu, Dragsfjärd, Kimito, Korpo, Hitis, Högsåra och Pargas för att nämna några platser. I maj 1978 besöktes Bromarv i Västra Nyland och Pjelaxen i Södra Österbotten och i augusti samma år uppträdde bandet i Ulsteinvik i Norge.
1977 köpte Creamers sin första riktiga ”keikkabuss”, (spelning, gig) en Mercedes-Benz L319, årsmodell 1961. Innan dess hade bandet transporterats i paketbil (Fiat 238) och personbilar. Runar Ridberg fungerade under alla år som mekaniker för bandets fordon, de första åren var han också chaufför.
Repertoaren var under åren 1976–1979 mycket varierande. Rock'n'roll, tryckare, svensktoppen och gammeldans stod på låtlistan. Spelningarna var också av varierande slag, bordsfest, ungdomsdans, jul- och luciafest, firmafest, utekonsert, midsommardans, nyårsdans, med mera.
Creamers höll en ”skapande paus” hösten 1979 till hösten 1980, då Ridberg gjorde sin värnplikt och Andersson och Söderblom skrev studenten.

### 1980–1985
På hösten 1980 fortsatte bandet sin verksamhet och då med en ny sammansättning. Ridberg fortsatte som klaviaturspelare, Andersson övergick från bas till gitarr, Söderblom breddade gitarrspelandet med tenorsax och tvärflöjt, Vesa ”Tappi” Lindgren ersatte Johansson på trummor och Niclas ”Nicke/Putte” Gestranius kom med som basist och huvudsolist.
Bandet hade klara målsättningar. Creamers skulle från och med nu enbart fungera som ett ungdomsdansband, så nästan ingen svensktopp eller gammeldans fanns längre med på repertoaren. På låtlistan fanns aktuella pop- och discolåtar, varvat med gamla rock-klassiker.
Stor PA-anläggning med mixern i salen, riktiga spotlights och en 11 m:s buss (Volvo Wiima årsmodell 1967) skaffades. Förutom färgglada scendräkter ingick rökbomber och gimmicks i spelningarna. Att dela ut prinskorvar under Köppäbävisan (”Fån't ja en körv, så huppa ja i älva …”) visade sig vara ett uppskattat påhitt.
Söderblom fortsatte som bandets ”keikkaförsäljare”, och under åren 1980–1985 hade bandet många spelningar även i Norra Österbotten, Östra Nyland och på Åland, förutom de ”gamla” ställena bandet hade uppträtt på under tidigare år. När Creamers 1981 uppträdde på Iniö, besöktes kommunen för första gången av en buss. Både Åbo Underrättelser och Hufvudstadsbladet skrev om händelsen. ”Kvistigt för orkesterbussen” var Hbl:s rubrik.
När det i början av 1980-talet diskuterades och debatterades mycket om finlandssvensk rockmusik, drog också Creamers sitt strå till stacken genom att i maj 1982 ge ut en singel (CREAMERS-S1) med de egna låtarna Stick till Sverige och Sluta stressa, texter av Söderblom och musik av Andersson respektive Ridberg.
1982 och 1983 spelade Creamers som förband åt bland annat Carola Häggkvist, Kikki Danielsson och Herreys.
I mitten av 1980-talet var det dags för de övriga bandmedlemmarna att i tur och ordning göra sin värnplikt. Det resulterade i att bandet bestämde sig för att göra sin sista spelning i oktober 1985 i Kimitos Wrethalla. Då hade bandet gjort över 350 spelningar sedan starten 1976.

### 2006
I dag (2006) jobbar Andersson som VD, Söderblom som ekonomidirektör i Tyskland, Ridberg som frilansande regissör, musiker och projektledare, Gestranius som turistchef, Lindgren som inköpare, Johansson som plåtslagare och Ahlbäck som lärare.

## Creamers sammansättningar

### Mark 1, 1976
- Jan “Janne” Andersson (bas)
- Tom ”Riddo” Ridberg (orgel)
- Tryggve ”PK” Söderblom (sång, gitarr)
- Jan ”Conna” Johansson (trummor)

### Mark 2, 1976
- Jan Andersson (bas, sång)
- Tom Ridberg (orgel)
- Tryggve Söderblom (gitarr, sång)
- Jan Johansson (trummor)
- Kerstin Stubb (sång)
- Annika Eklund (sång)

### Mark 3, 1977
- Jan Andersson (sång, bas)
- Tom Ridberg (orgel, el-piano, sång)
- Tryggve Söderblom (gitarr, sång)
- Jan Johansson (trummor)
- Kerstin Stubb (gitarr)

### Mark 4 (samma som Mark 1), 1977–1979
- Jan Andersson (sång, bas)
- Tom Ridberg (orgel, el-piano, stråkmaskin, sång)
- Tryggve Söderblom (gitarr, sång)
- Jan Johansson (trummor, sång)

### Mark 5, 1980–1985
- Jan Andersson (gitarr, sång)
- Tom Ridberg (keyboards, sång)
- Tryggve Söderblom (sax, gitarr, flöjt, sång)
- Niclas ”Nicke/Putte” Gestranius (sång, bas)
- Vesa ”Tappi” Lindgren (trummor)
- Johan Ölander, stand-in för Lindgren 1985

### Hela perioden
- Ralf ”Rappe” Ahlbäck, roudare/mixare/chaufför 1976-85